# Лягушка Шмакера
Лягушка Шмакера (лат. Odorrana schmackeri) — вид земноводных из семейства настоящих лягушек. Эндемик Юго-Восточной Азии: Китай (провинции Henan, Shaanxi, Gansu, Sichuan, Guizhou, Hubei, Anhui, Jiangsu, Zhejiang, Jiangxi, Hunan, Fujian, Guangdong, Guangxi), Лаос. Длина около 4 см. Встречаются в мелких водоёмах, ручьях и реках в субтропических и тропических лесах на высотах от 200 до 1400 м. Вид O. schmackeri был впервые описан в 1892 году немецким зоологом Оскаром Бёттгером под первоначальным названием Rana schmackeri Boettger, 1892. Видовое название дано в честь немецкого торговца в Шанхае Бернхарда Шмакера (1852—1896).